# Acrotaenia trisignata
Acrotaenia trisignata är en tvåvingeart som beskrevs av Foote 1960. Acrotaenia trisignata ingår i släktet Acrotaenia och familjen borrflugor. Inga underarter finns listade i Catalogue of Life.